# Fergus Riordan
Fergus Riordan, pseudonimo di James Ferguson Riordan (Madrid, 22 luglio 1997), è un attore spagnolo.

## Biografia
Nato da padre scozzese e madre irlandese. La sua carriera di attore iniziò all'età di sette anni, quando accompagnò sua madre, un amico di lei e suo figlio ad un'audizione; da lì a breve gli venne assegnato il ruolo di Richard nel film Fragile - A Ghost Story. In seguito gli fu assegnata una parte importante nel film del 2010 I Want to Be a Soldier, incentrato sulle influenze negative della televisione sui bambini. In seguito gli venne assegnato un ruolo secondario nel film El sueño de Iván del 2011. Nel 2012 ottenne un ruolo principale in Ghost Rider - Spirito di vendetta.

## Filmografia parziale
- Fragile - A Ghost Story (Frágiles), regia di Jaume Balagueró (2005)
- I Want to Be a Soldier, regia di Christian Molina (2010)
- Ghost Rider - Spirito di vendetta (Ghost Rider: Spirit of Vengeance), regia di Mark Neveldine e Brian Taylor (2012)

## Doppiatori italiani
Nelle versioni in italiano delle opere in cui ha recitato, Fergus Riordan è stato doppiato da:
- Leonardo Caneva in I Want to Be a Soldier
- Andrea Di Maggio in Ghost Rider - Spirito di vendetta